# Frank Lucas
Frank Lucas (La Grange, 9 de setembro de 1930 – Nova Jersey, 30 de maio de 2019) foi chefe da máfia nos Estados Unidos, operava na área do Harlem durante os finais da década de 60 e inícios da década de 70 do século XX.
Ele ficou particularmente conhecido por não usar intermediários no comércio de drogas e comprar a heroína diretamente da sua fonte no Triângulo Dourado. Lucas se vangloriou em fazer o contrabando de heroína, usando os caixões de soldados americanos mortos em combate no Vietnã, mas, esta alegação é negada pelo seu associado no sudeste asiático, Leslie "Ike" Atkinson. Em vez de esconder diretamente a droga nos caixões, ela era escondida em fundos falsos por baixo dos corpos, conforme é apresentado na longa-metragem de 2007, Gangster Americano (Portugal) / O Gângster (Brasil), onde Frank Lukas é interpretado por Denzel Washington. Embora o filme seja baseado na vida de Lucas, alguns elementos ficcionais foram inseridos para criar um maior efeito dramático.

## Biografia
Frank Lucas nasceu em 1930 na cidade de La Grange, Carolina do Norte, mudou para Nova Iorque em 1946,onde começou a trabalhar com Ellsworth "Bumpy" Johnson como motorista e guarda-costas por 15 anos, neste último cargo, foi quando "Bumpy" morreu.
Frank Lucas nunca foi a escola. Sempre teve contradições religiosas, muito ligado a família, no entanto tendo também uma violência brutal.
Após "Bumpy" morrer em 1968, cada traficante do Harlem, queria tomar conta do bairro, mas Frank teve a iniciativa de contatar seu "primo" na Guerra do Vietnã, para que fizesse contato com o "fazendeiro de heroína", comprando um grande carregamento de heroína e conseguindo levar ao Harlem, com a ajuda do Exército dos Estados Unidos a heroína mais pura já vista no harlem. Em 5 anos, juntou US$ 300 milhões de dólares (roubados por policiais e inimigos após a sua prisão).
Em 1975 Frank Lucas foi preso e condenado a uma pena de 70 anos de prisão. 
Frank Lucas saiu em condicional em 1981, mas em 1984 foi preso novamente, quando estava negociando a troca de 28.35 gramas de heroína +US$13.000.00 por um quilo de cocaína. O curioso é que seu advogado de defesa foi Richie Roberts. Desta condenação ele saiu em 1991. Richie Roberts foi o policial responsável em conduzir a investigação que resultou na prisão de Frank.
Lucas auxiliava a organização Yellow brick roads, cuja responsável é sua filha Francine, a única que teve com a porto-riquenha Julie. Esta organização auxilia crianças cujos pais estão presos (situação que a própria Francine viveu).
Faleceu em 30 de maio de 2019 aos 88 anos de idade de causa não divulgada.

## American Gangster
O filme American Gangster, que estreou nos cinemas americanos em novembro de 2007, remonta a trajetória do mafioso negro, interpretado pelo ator Denzel Washington.